# Eatoniella fossa
Eatoniella fossa är en snäckart som beskrevs av Winston F. Ponder 1965. Eatoniella fossa ingår i släktet Eatoniella och familjen Eatoniellidae. Inga underarter finns listade i Catalogue of Life.